# LICHT-リヒト-
『LICHT-リヒト-』は、明による日本の漫画。マンガアプリ『GANMA!』 (コミックスマート) にて2013年12月から2016年11月まで連載されていたファンタジー医療漫画。全61話。また小学館クリエイティブより単行本3巻が刊行されている。

## あらすじ
エドマンド王国デュラック州ミュシャ村に住む少女・ティナは、病み傷つく全ての人に光(LICHT-リヒト-)を与える能力を持つ能力者・癒者（いじゃ）の最高位「最高癒術師（ナイチンゲール）」を目指す。

## 書誌情報
- 明 『リヒト　光の癒術師』（小学館クリエイティブ〉、既刊3巻（2016年2月10日現在）
  1. 2015年10月10日発売、ISBN 978-4-7780-8207-9
  2. 2015年12月11日発売、ISBN 978-4-7780-8209-3
  3. 2016年2月10日発売、ISBN 978-4-7780-8215-4